# Wspólnota administracyjna Ehingen (Donau)
Wspólnota administracyjna Ehingen (Donau) – wspólnota administracyjna (niem. Vereinbarte Verwaltungsgemeinschaft) w Niemczech, w kraju związkowym Badenia-Wirtembergia, w rejencji Tybinga, w regionie Donau-Iller, w powiecie Alb-Donau. Siedziba wspólnoty znajduje się w mieście Ehingen (Donau).
Wspólnota administracyjna zrzesza jedno miasto i trzy gminy wiejskie:
- Ehingen (Donau), miasto, 25 670 mieszkańców, 178,40 km²
- Griesingen, 1 061 mieszkańców, 8,16 km²
- Oberdischingen, 2 014 mieszkańców, 8,84 km²
- Öpfingen, 2 293 mieszkańców, 8,88 km²